# خالد العناني
خالد العناني، من مواليد عام 1971، هو شخصية رائدة معروفة بخبرتها والتزامها في مجالات متعددة مثل الإدارة، والخدمة العامة، والتدريس، والبحث العلمي، والثقافة، والسياحة، والعلاقات الدولية. شغل سابقًا منصب وزير السياحة والآثار المصري، ويشغل حاليًا منصب أستاذ علم المصريات في جامعة حلوان، حيث انضم لهيئة التدريس منذ أكثر من ثلاثين عامًا. لم يقتصر تدريسه للحضارة والآثار والكتابة المصرية القديمة على مصر فقط، بل امتد ليشمل مؤسسات أكاديمية دولية مرموقة، وقد تمكن الآلاف من الطلاب والباحثين المصريين والأجانب من الاستفادة من معرفته الواسعة وخبراته الغنية.

## حياته العلمية والمهنية
كمنةحصل خالد العناني على درجة الدكتوراه في علم المصريات من جامعة پول-ڤاليري مونپلييه 3 في فرنسا، وتمت دعوته كأستاذ زائر لهذه المؤسسة التعليمية العريقة ثماني مرات بين عامي 2006 و2023. كما تعاون لمدة خمسة عشر عامًا مع المعهد الفرنسي للآثار الشرقية في القاهرة، مما يشهد على إسهاماته الكبيرة في البحث العلمي والتزامه بتدريب الباحثين الشباب. وقد نالت أعماله، التي حظيت باعتراف واسع من المجتمع العلمي، الثناء خلال العديد من المؤتمرات والندوات والمحاضرات في حوالي خمسة عشر دولة، وكذلك من خلال أكثر من عشرين نشرًا علميًّا في مجلات ومجموعات علمية دولية مرموقة.
شملت خبراته أيضًا العديد من المناصب الأكاديمية، إذ عمل كمدير لمركز التعليم المفتوح في جامعة حلوان، ورئيس قسم الإرشاد السياحي، ووكيل كلية السياحة والفنادق في الجامعة نفسها. كما لعب دورًا رئيسيًا في إنشاء برامج للماجستير في مجالات التراث الثقافي، والمتاحف، والسياحة بالتعاون مع مؤسسات أكاديمية دولية. وقد تم تعيينه مؤخرًا عضوًا في مجلس أمناء الجامعة الفرنسية في مصر، بالإضافة إلى جامعات أخرى في القاهرة، مما يعكس تأثيره القوي في مجالات التعليم والبحث.
بعد قيادته للمتحف القومي للحضارة المصرية والمتحف المصري بالقاهرة، عُيّن خالد العناني وزيرًا للآثار في عام 2016، حيث تميز بقدرته على الجمع بين المنهج العلمي والبراغماتية في إدارته الوزارية. في عام 2019، أشرف بنجاح على دمج وزارتي السياحة والآثار، واللتين ظلتا منفصلتين منذ عام 1966. وخلال رئاسته للهيئات الست الملحقة بالوزارة، وبميزانية سنوية تقارب ما يعادل خمسمائة مليون دولار أمريكي، برز خالد العناني بقيادة مثالية من خلال تعبئة الموارد، وجذب الرعاة، وبناء شراكات ناجحة مع القطاع الخاص ومنظمات المجتمع المدني. كما بادر بإصلاحات تشريعية كبيرة تهدف إلى تعزيز حماية وإدارة التراث الثقافي والمتاحف، وتحفيز نمو السياحة، وضمان موارد جديدة ومستدامة للحفاظ على التراث الثقافي وتعزيز السياحة. وعلى رأس فريق عمل يضم ما يقرب من خمسة وثلاثين ألف موظف، أشرف على إدارة ما يزيد عن ألفي موقع أثري، وأكثر من أربعين متحفاً، وآلاف الفنادق والمنشآت السياحية الخاصة، مما انعكس إيجابياً على حياة أكثر من مليون شخص في قطاع السياحة.
أثناء فترة عمله الوزارية، ساهم في إنشاء وتطوير أكثر من عشرين متحفًا، بما في ذلك المتحف القومي للحضارة المصرية، وهو مشروع تم بالتعاون مع اليونسكو. كما أشرف بعناية على الإنجازات الرئيسية لمشروع المتحف المصري الكبير، واحد من أكبر متاحف العالم، بتكلفة تقارب مليار دولار أمريكي. تم تنفيذ أكثر من خمسين مشروع ترميم بالمواقع الأثرية والقصور والمباني الدينية التاريخية، من بينها الجامع الأزهر، والكنائس القبطية والأديرة على مسار ”رحلة العائلة المقدسة“، فضلاً عن الآثار اليهودية مثل معبد إلياهو هانابي في الإسكندرية. وبفضل دعمه المستمر، كثّفت أكثر من ثلاثمائة بعثة أثرية مصرية ومشتركة ودولية من خمسة وعشرين دولة أنشطتها، مما أدى إلى اكتشافات أثرية مهمة، خاصة في مواقع التراث العالمي لليونسكو. كرئيس للجنة القومية لاسترداد الآثار، أشرف على استعادة آلاف القطع الأثرية المصرية التي خرجت بشكل غير قانوني، من أكثر من عشرين دولة.
لعب خالد العناني دورًا رئيسيًا في تعزيز العلاقات الدولية من خلال الدبلوماسية الثقافية، عبر تعاون وثيق مع العديد من البلدان والمؤسسات الأكاديمية والمنظمات الدولية. وقد أثمرت هذه الشراكات عن العديد من الاتفاقيات والمؤتمرات والمشاريع المتنوعة. في سعيه لتعزيز التبادل الثقافي كوسيلة لتحقيق السلام، نظم بنجاح ما يقرب من خمسة عشر معرضًا مؤقتًا للآثار المصرية في عشر دول. من بين إنجازاته البارزة، الفعاليات الثقافية الكبرى التي نظمها مثل ”الأقصر: طريق الكباش“ و ”موكب المومياوات الملكية“. أصبح هذا الموكب التاريخي، الذي عبرت فيه المومياوات الملكية شوارع القاهرة في عرض مذهل، رمزًا أيقونيًا لفترته الوزارية. وقد عززت تلك المبادرات غير المسبوقة من تقدير التراث المصري العريق الذي يمتد لآلاف السنين، وجذبت المتابعين من جميع أنحاء العالم، وأثارت اهتماماً متزايداً بالسياحة في البلاد، وساهمت في رفع وعي المواطنين المصريين، خاصة الشباب، وهو ما تجسد في زيادة عدد الزائرين المصريين للمواقع الأثرية والمتاحف.
مؤمنًا بقوة بحقوق الإنسان الأساسية، عمل العناني باستمرار على تعزيز الإدماج والمساواة. كما عمل بجد لجعل الثقافة متاحة للجميع، مع التركيز على الأطفال وكبار السن وذوي الإعاقة. أطلق برامج تدريبية وتوعوية مكثفة تستهدف الشباب، ونُظِّمت هذه البرامج بشكل دوري في المواقع الأثرية، والمتاحف، والمقاصد السياحية، والمدارس. في الوقت نفسه، أطلق مبادرات لتعزيز قدرات العاملين بالوزارة والمنشآت السياحية والمجتمعات المحلية، واضعًا المساواة بين الجنسين في صميم أولوياته.
تميز خالد العناني بمهاراته الفائقة في إدارة الأزمات، خاصة أثناء جائحة كوفيد-19 والحرب في أوكرانيا. قام بسرعة وفعالية بتنفيذ بروتوكولات صارمة للصحة والسلامة العامة. بفضل دعمه المستمر، حصل سبعة عشر ألف سائح أوكراني عالق في مصر على مساعدة مثالية حتى عودتهم إلى أوروبا. أسهمت الاستراتيجيات التي تبناها العناني خلال هاتين الأزمتين في توفير دعم متنوع وحماية اجتماعية لقطاع السياحة والعاملين به، مما ساهم في التعافي السريع والقوي للسياحة في مصر بحلول صيف عام 2022.

## أوسمة
في عام 2015، تم تكريم خالد العناني بلقب فارس بوسام الفنون والآداب في فرنسا، وفي عام 2020، نال وسام الاستحقاق من جمهورية بولندا، ثم في عام 2021، حصل على وسام الشمس المشرقة من اليابان تقديرًا لإسهاماته الكبيرة.
وفي سبتمبر 2024، منحته جامعة پول-ڤاليري مونپلييه 3 الدكتوراه الفخرية. في نوفمبر 2024، تم تسميته سفيرًا للسياحة الثقافية من قبل منظمة الأمم المتحدة للسياحة، كما تم اختياره مؤخرًا راعيًا لصندوق التراث العالمي الأفريقي.